# Liu Huan
Liu Huan (Liú HuānP, 劉歡T, 刘欢S; Tientsin, 26 agosto 1963) è un cantautore cinese.
La sua canzone "Asking Myself a Thousand Times for That" (千萬次的問), composta e cantata da lui, è rimasta in prima posizione nelle stazioni radio della Cina continentale per 10 settimane.
Egli è anche insegnante; ha precedentemente insegnato alla Università delle Relazioni Internazionali, ed ora insegna "storia musicale dell'Occidente" alla University of International Business and Economics di Pechino.

## Biografia
Nel 1985, Liu si è laureato in lingua francese alla Università delle Relazioni Internazionali di Pechino. Mentre era al college ha vinto il suo primo premio musicale, in una gara di composizione di canzoni in francese per studenti dell'Università di Pechino. Dopo ciò, egli è stato mandato nella regione autonoma Ningxia Hui; il tempo che passò lì determinò le sue più importanti influenze musicali.
Ha composto diverse canzoni che sono state utilizzate come tema per serie televisive popolari, che hanno contribuito a renderlo famoso. La prima di tali canzoni è stata "Sun in heart" (心中的太阳), del 1987, per la serie "Snowing City" (雪城).
Nel 1990 si è esibito nella canzone ufficiale dei Giochi Asiatici del 1990 di Pechino, "Asian Mighty Winds" (亚洲雄风) insieme alla cantante cinese Wei Wei.
Sebbene sia stato popolare per diversi anni a partire dalla fine degli anni ottanta, il suo primo concerto personale intitolato "Huange 2004" (欢歌2004) è stato tenuto il 19 marzo 2004 al Capital Indoor Stadium di Pechino. Più tardi, nel 2006, egli ha tenuto il suo secondo concerto personale a Shanghai.
L'8 agosto 2008 si è esibito nella cerimonia di apertura dei Giochi della XXIX Olimpiade di Pechino interpretando "You and Me" con la cantante britannica Sarah Brightman.